# Mučedníci z Lichfieldu
Mučedníci z Lichfieldu byla skupina keltských křesťanů žijících ve 4. století v Anglii.
Během perzekuce Diocletiana v roce 304 bylo v Lichfieldu (Lyke-field - pole mrtvých těl), kvůli své víře umučeno mnoho křesťanů, snad jich bylo kolem 1000 osob. Jména jednotlivých mučedníků se nedochovaly. Svátek Mučedníků z Lichfieldu se slaví 2. ledna.